# Álbum para la juventud

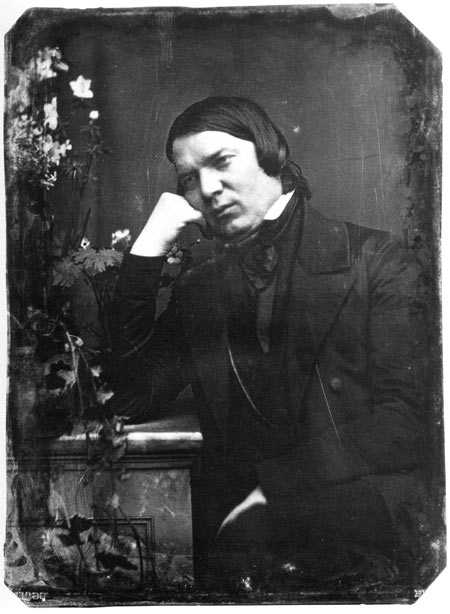
Robert Schumann en 1850.

Album para la juventud (Album für die Jugend), Op. 68 es una colección de piezas compuestas por Robert Schumann en 1848 para sus tres hijas. 

## Historia
El álbum consiste en una colección de 43 obras cortas. A diferencia de las Kinderszenen, son adecuadas para ser interpretadas por niños o principiantes. La segunda parte, que comienza en el n.º 19 ("Kleine Romanze"), está marcada como Für Erwachsenere (Para adultos; Para más mayores) y contiene piezas más exigentes.
La primera edición de esta obra fue bellamente grabada y publicada con la expectativa de que sería la obra más popular de Schumann: así fue, y hasta el día de hoy, estas piezas siguen siendo un elemento básico del repertorio del joven pianista.

## Lista de piezas

### Parte I
1. "Melodie" (Melodía), en do mayor
2. "Soldatenmarsch" (Marcha de los soldados), en sol mayor
3. "Trällerliedchen" (Canción cantarina), en do mayor
4. "Ein Choral" (Coral), en sol mayor. Armonización de "Selig sind, die aus Erbamen" o "Freu dich sehr, o meine Seele" que se encuentra en el número 7 de BWV 39
5. "Stückchen" (Una pequeña pieza), en do mayor
6. "Armes Waisenkind" (El pobre huérfano), en la menor
7. "Jägerliedchen" (Canción de caza), en fa mayor
8. "Wilder Reiter" (El jinete salvaje), en la menor (Esta pieza se conoce más comúnmente en inglés como "The Wild Horseman")
9. "Volksliedchen" (Canción popular), en re menor
10. "Fröhlicher Landmann, von der Arbeit zurückkehrend" ('El alegre campesino, volviendo del trabajo' o 'El granjero feliz'), en fa mayor (la canción de 1907 "Red Wing" está basada en esta melodía; la melodía también se utilizó ampliamente en el underscore de El mago de Oz. Esta canción también suena durante la apertura de la película de animación en 3-D Shrek).
11. "Sizilianisch" (Sicilienne), en la menor
12. "Knecht Ruprecht" (Santa Claus), en la menor
13. "Mai, lieber Mai" (Mayo, querido mayo), en mi mayor
14. "Kleine Studie" (Pequeño estudio), en sol mayor
15. "Frühlingsgesang" (Canción de primavera), en mi mayor
16. "Erster Verlust" (Primera pérdida), en mi menor
17. "Kleiner Morgenwanderer" (Pequeño vagabundo matutino), en la mayor
18. "Schnitterliedchen" (Canción del segador), en do mayor

### Parte II
1. "Kleine Romanze" (Pequeña romanza), en la menor
2. "Ländliches Lied" (Canción del país), en la mayor
3. * * * (sin título), en do mayor (basado en "Prison-Terzetto" ("Euch werde Lohn in bessern Welten") de la obra Fidelio de Beethoven).
4. "Rundgesang" (Canto), en la mayor
5. "Reiterstück" (El jinete), en re menor
6. "Ernteliedchen" (Canción de la cosecha), en la mayor
7. "Nachklänge aus dem Theater" (Ecos del teatro), en la menor
8. * * * (sin título), en fa mayor
9. "Kanonisches Liedchen" (Canción en forma de canon), en la menor
10. "Erinnerung" (4/11/1847) (Recuerdo), en la mayor (dedicada a Felix Mendelssohn)
11. "Fremder Mann" (Hombre extranjero), en re menor
12. * * * (sin título), en fa mayor
13. "Kriegslied" (Canción de guerra), en re mayor
14. "Scheherazade", en la menor
15. "Weinlesezeit - fröhliche Zeit!" (Tiempo de cosecha - ¡tiempo feliz!), en mi mayor
16. "Thema" (Tema), en do mayor
17. "Mignon", en mi bemol mayor
18. "Lied italienischer Marinari" (Canción de los marineros italianos), en sol menor
19. "Matrosenlied" (Canción de los marineros), en sol menor
20. "Winterzeit I" (Tiempo de invierno I), en do menor (a veces considerado una pieza con el Tiempo de invierno II)
21. "Winterzeit II" (Tiempo de invierno II), en do menor/do mayor
22. "Kleine Fuge" (Pequeña fuga), en la mayor
23. "Nordisches Lied" (Canción nórdica - Saludo a sol), en fa mayor (dedicada a Niels Gade; está basada en el criptograma G-A-D-E)
24. "Figurierter Choral" (Coral figurativo), en fa mayor
25. "Sylvesterlied" (Canción de Nochevieja), en la mayor

### Apéndice
Se han identificado más piezas de varios manuscritos; éstas no están formalmente numeradas y se indican como piezas del apéndice (en alemán, Anhang).

#### Movimientos inéditos de Schumann
- N.º 1 "Auf der Gondel". Nicht schnell (En la góndola. No rápido.)
- N.º 2 "Aus ist der Schmaus" (La fiesta ha terminado).
- N.º 3 "Bärentanz" (Danza del Oso).
- N.º 4 "Canon. Fest im Tact, im Tone rein soll unser Thun und Sorgen sein!" (¡Firmes en la acción, puros en el tono serán nuestros actos y preocupaciones!)
- N.º 5 [Choralbearbeitung, Fragment] (Arreglo coral, fragmento).
- N.º 6 "Für ganz Kleine" (Para los más pequeños).
- N.º 7 [Fugenfragment, A-Dur] (Fragmento de fuga, la mayor).
- N.º 8 [Fugenfragment, g-moll] (Fragmento de fuga, sol menor).
- N.º 9 "Gukkuk im Versteck". Immer sehr leise (Gukkuk en la clandestinidad. Siempre muy tranquilo).
- N.º 10 "Haschemann". So schnell als möglich (Lo más rápido posible).
- N.º 11 ⁂.
- N.º 12 [Kleiner Kanon, Fragment, F-dur] (Pequeño Canon, Fragmento, fa mayor).
- N.º 13 [Kleiner Walzer] (Pequeño Vals).
- N.º 14 "Lagune in Venedig" (Laguna en Venecia).
- N.º 15 [Linke Hand, soll sich auch zeigen] (La mano izquierda, también se mostrará).
- N.º 16 [Preludio].
- N.º 17 "Puppenschlaflied" (Canción de cuna de muñecas).
- N.º 18 "Rebus".

#### Breve recorrido por la historia de la música
- N.º 19 Ein Thema von G. F. Händel. Kräftig vorzutragen (Un tema de Händel. A interpretar enérgicamente).
- N.º 20 Ein Stückchen von J. S. Bach. Tempo di Menuetto. (Una pieza de J. S. Bach. Tempo di Menuetto).
- N.º 21 [Ein Stück aus Chr. W. Glucks Oper Orpheo ed Euridice"] (Una pieza de la ópera Orpheo ed Euridice de Gluck).
- N.º 22 [Ein Stück aus einer der beiden Iphigenien-Opern von Chr. W. Gluck, geplant] (Pieza de una de las dos óperas Ifigenia de Gluck, prevista).
- N.º 23 [Ein Stück von J. Haydn (Symphonie), geplant] (Una pieza de Haydn (sinfonía), prevista).
- N.º 24 Ein Stückchen von Mozart. Nicht schnell (Una pieza de Mozart. No rápido).
- N.º 25 Andante [de L. van Beethoven].
- N.º 26 Ein Trinklied von C. M. von Weber. Sehr lebhaft (Una canción para beber de C. M. von Weber. Muy animado).
- N.º 27 Eine berühmte Melodie von L. v. Beethoven. Kräftig, feierlich (Una famosa melodía de Beethoven. Fuerte, solemne).
- N.º 28 [Ein Stück von L. Spohr aus der Oper Jessonda, geplant] (Una pieza de la ópera Jessonda de Spohr, prevista).
- N.º 29 Ein Ländler von F. Schubert. Nicht schnell (Un Ländler de Schubert. No rápido).
- N.º 30 [Ein Stück von F. Mendelssohn Bartholdy, geplant] (Una pieza de Mendelssohn, prevista).

## Análisis
Esta es una colección magistral de 43 piezas breves y fáciles para piano en dos volúmenes. Las 25 obras del segundo libro son algo más difíciles y largas que las del primero, pero aun así están al alcance de los buenos pianistas aficionados. El conjunto no puede compararse con las Kinderszenen del compositor, una colección de piezas para piano sobre niños, pero desde una perspectiva adulta y que requiere una técnica considerable. Schumann escribió Álbum para jóvenes para sus hijos, el mayor de los cuales tenía entonces siete años.
- La n.º 1 "Melodie" (Melodía), tiene una melodía sencilla pero encantadora, cuya inocencia y escritura en el registro superior recuerdan a la melodía de una caja de música.
- La n.º 2 "Soldatenmarsch" (Marcha de los soldados), es una pieza simpática y alegre rebosante de orgullo infantil.
- La n.º 4 "Ein Choral" (Coral), presenta un tono casi demasiado sombrío, pero es hábilmente inocente en su carácter de adoración.
- La n.º 6 "Armes Waisenkind" (El pobre huérfano) tiene una tristeza conmovedora.
- La n.º 8 "Wilder Reiter" (El jinete salvaje), es vigorosa y enérgica.
- La n.º 10 "Fröhlicher Landmann, von der Arbeit zurückkehrend" ('El alegre campesino, volviendo del trabajo' o 'El granjero feliz'), es una de las más populares de la colección y destila alegría e inocencia en su alegre andar y su contagiosa melodía.
- La n.º 15 "Frühlingsgesang" (Canción de primavera), es la obra más larga del primer volumen con casi tres minutos de duración. Es una pieza dulcemente lírica cuya belleza sencilla pero seductora atraerá, como la mayoría de las obras de la colección, tanto a adultos como a niños.
- La n.º 19 "Kleine Romanze" (Pequeña romanza), abre el segundo volumen con un estilo decididamente más maduro, el carácter algo tormentoso de su melodía parece ir más allá de la inocencia infantil, casi hasta el enamoramiento adolescente. Aun así, las cualidades predominantes en el segundo libro son la inocencia y la sencillez infantil.
- La n.º 23 "Reiterstück" (El jinete), es una pieza alegre y rítmica.
- La n.º 27 "Kanonisches Liedchen" (Canción en forma de canon), es melancólica.
- La n.º 32 "Scheherazade", es la pieza más larga del segundo volumen con cuatro minutos de duración y transmite hábilmente una seductora ingenuidad lírica, en lugar del exotismo oriental que sugiere su título.
- Las n.º 38 & 39 "Winterzeit I & II" (Tiempo de invierno I & II) constituyen cinco minutos de música dulcemente melancólica, esta última pieza algo más oscura en la escritura de los registros más bajos de las secciones exteriores.
- La n.º 43 "Sylvesterlied" (Canción de Nochevieja), tiene una majestuosidad juvenil en su melodía casi brahmsiana y su manera de celebrar.